# Hassan Charafi
Hassan Charafi était un haut fonctionnaire marocain du Ministère de l’Intérieur. Il a exercé pendant plus de trois décennies dans diverses fonctions administratives, notamment en tant que caïd, chef de cercle, pacha et enfin secrétaire général de province. Son parcours reflète une carrière dévouée au service public, marquée par un profond engagement dans les régions rurales et urbaines, notamment à Taounate, Chefchaouen, et Rabat.

## Biographie

### Formation et débuts de carrière
Hassan Charafi est né à Ghafsai dans la province de Taounate au nord du Maroc. Après avoir obtenu une licence en droit privé et des études de troisième cycle, il a rejoint l'Institut Royal d'Administration Territoriale (IRAT) de Kénitra, l'institut chargé de la formation des cadres de l'administration publique au Maroc. Après avoir obtenu son diplôme, il rejoint directement le Ministère de l’Intérieur, où il fut nommé caïd par dahir royal, effectif à partir du 10 décembre 1973.
Il a ensuite exercé comme caïd dans plusieurs zones rurales, notamment à Skoura, Tendit et Marmoucha (province de Boulemane) dans la region de Fès-Meknès.

### Chef de cercle et carrière provinciale
En 1990, il a été promu caïd principal (équivalent à chef de cercle) et nommé chef du Service des affaires générales à la province de Taounate, fonction qu’il a exercée pendant dix ans. En 2000, il a été transféré à la province de Chefchaouen pour exercer la même fonction.
Ses collègues ont souligné sa proximité avec les citoyens et son intégrité. Dans un hommage en arabe publié après son décès, il a été décrit comme suit : « عرف عن الفقيد حسن الشرفي حبه للعمل والصدق والنزاهة وشغفه بالثقافة والمثقفين والتواصل الدائم مع كل الفاعلين والمواطنين على حد السواء »  
(Traduction : « Le défunt Hassan Charafi était connu pour son amour du travail, son honnêteté, son intégrité, sa passion pour la culture et sa communication constante avec tous les acteurs et citoyens. »).

### Administration centrale et fin de carrière
En 2004, Hassan Charafi a été affecté à l’administration centrale du Ministère de l’Intérieur à Rabat. Il y a été promu au rang de secrétaire général de province en 2008. Il a pris sa retraite en 2010 après 37 années de service.

### Décès et hommages
Hassan Charafi est décédé à Tétouan le 10 septembre 2017 à l’âge de 67 ans. Il a été inhumé à Rabat. 

## Héritage
Son parcours reflète l’engagement des hommes de l’autorité du Maroc de l’époque, garants de la stabilité et du développement local. Il est encore aujourd’hui cité comme un modèle d’intégrité et de proximité dans la gestion territoriale.